# Agave tubulata
Agave tubulata är en sparrisväxtart som beskrevs av William Trelease. Agave tubulata ingår i släktet Agave och familjen sparrisväxter. Inga underarter finns listade i Catalogue of Life.